# موتور ملك (بمبور الغربي)
موتور ملك (بالإنجليزية: Mowtowr-e Malek, Bampur)‏ هي منطقة سكنية تقع في إيران في سيستان وبلوتشستان. يقدر عدد سكانها بـ 219 نسمة بحسب إحصاء 2016.